# Осиково (област Благоевград)
Вижте пояснителната страница за други значения на Осиково.
Осѝково е село в Югозападна България. То се намира в община Гърмен, област Благоевград.

## География
Село Осиково се намира в планински район. Осиковски рид на Антарктическия полуостров е наименуван на селото.

## История
В списък на селищата и броя на немюсюлманските домакинства в част от вилаета Неврокоп от 16 ноември 1636 година село Осиково (Осикова) е посочено като село, в което живеят 65 немюсюлмански семейства.
В XIX век Осиково е смесено християно-мюсюлманско село в Неврокопска каза на Османската империя. В 1846 година в селото е построена църквата „Свети Димитър“.
В „Етнография на вилаетите Адрианопол, Монастир и Салоника“, издадена в Константинопол в 1878 година и отразяваща статистиката на населението от 1873 година, Осиково (Ossikovo) е посочено като село с 80 домакинства, 90 жители помаци и 175 българи.
В 1889 година Стефан Веркович („Топографическо-этнографическій очеркъ Македоніи“) отбелязва Осикуво като село със 145 български и 35 турски къщи.
В 1891 година Георги Стрезов пише за селото:
| „ | Осиково, разположено до един приток от Места на изравнено високо място. Намира се на С от Неврокоп на разстояние от 4 часа. Път понякога равен. Орна земя недостатъчна; затуй селянете се занимават със скотовъдство и дърводелство; има, които са зидари; мнозина отиват навсякъде по Македония по златоносните реки да изкарват злато. Тоя занаят е наследствен в селото. Изкарват и катран. Сравнително с околните села жителите са по-заможни. Българска църква „Св. Димитър“; българско училище с 30 ученика. 120 къщи, половината българе, остатъкът помаци. | “ |

Съгласно статистиката на Васил Кънчов („Македония. Етнография и статистика“) към 1900 година Осиково (Осиково) е смесено българо-мохамеданско и християнско селище. В него живеят 464 българи-християни и 240 българи-мохамедани в 60 български и 65 помашки къщи.
Запазени килийно училище от XIX век.

## Население

### Етнически състав
Преброяване на населението през 2011 г.
Численост и дял на етническите групи според преброяването на населението през 2011 г.:
|                     | Численост |
| Общо                | 524       |
| Българи             | 511       |
| Турци               | -         |
| Цигани              | -         |
| Други               | -         |
| Не се самоопределят | -         |
| Неотговорили        | 3         |

## Личности
Родени в Осиково
- Ангел Атанасов Велчев (1868 – след 1943), български революционер
- Ангел Георгиев, доброволец в четата на Иван Атанасов – Инджето през Сръбско-българската война в 1885 година[12]
- Богдан Апостолов, македоно-одрински опълченец, 21-годишен, четата на Георги Мяхов[13]
- Васил Пасков (1872 – 1934), български революционер и публицист
- Георги Денизов (1878 – след 1943), български революционер
- Георги Иванов, български революционер, деец на ВМОРО, умрял преди 1918 г.[14]
- Илия Пасков (1837 – 1912), български просветен и църковен деец
- Стоимен Ангелов, македоно-одрински опълченец, 36-годишен, четата на Стоян Мълчанков[15]